# San Martino sulla Marrucina
San Martino sulla Marrucina é uma comuna italiana da região dos Abruzos, província de Chieti, com cerca de 980 habitantes. Estende-se por uma área de 7 km², tendo uma densidade populacional de 140 hab/km². Faz fronteira com Casacanditella, Fara Filiorum Petri, Filetto, Guardiagrele, Rapino.

## Demografia
| Variação demográfica do município entre 1861 e 2011                               |
|                                                                                   |
| Fonte: Istituto Nazionale di Statistica (ISTAT) - Elaboração gráfica da Wikipedia |